# Étienne Jacques Joseph Macdonald

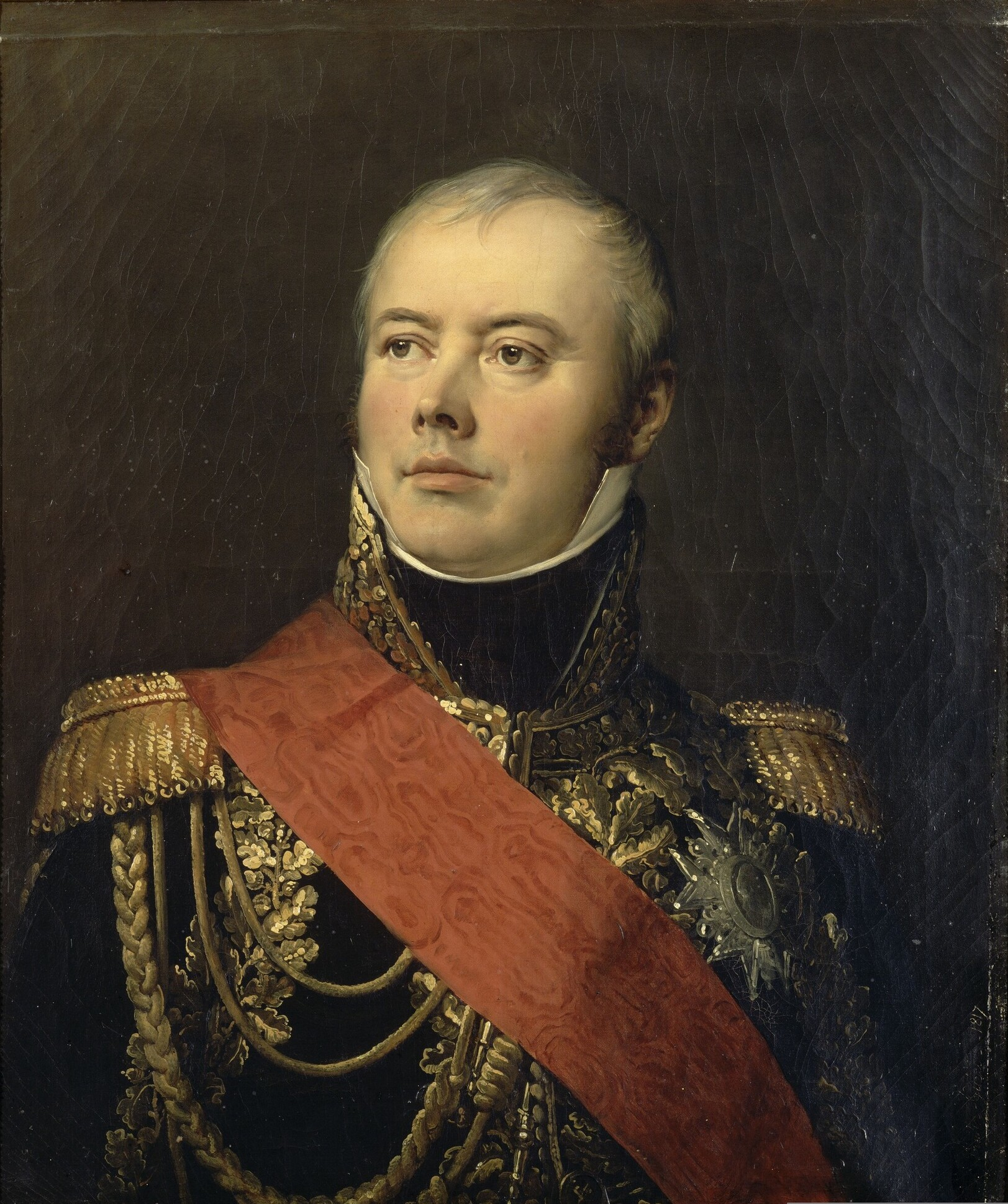
Étienne Jacques Joseph Macdonald

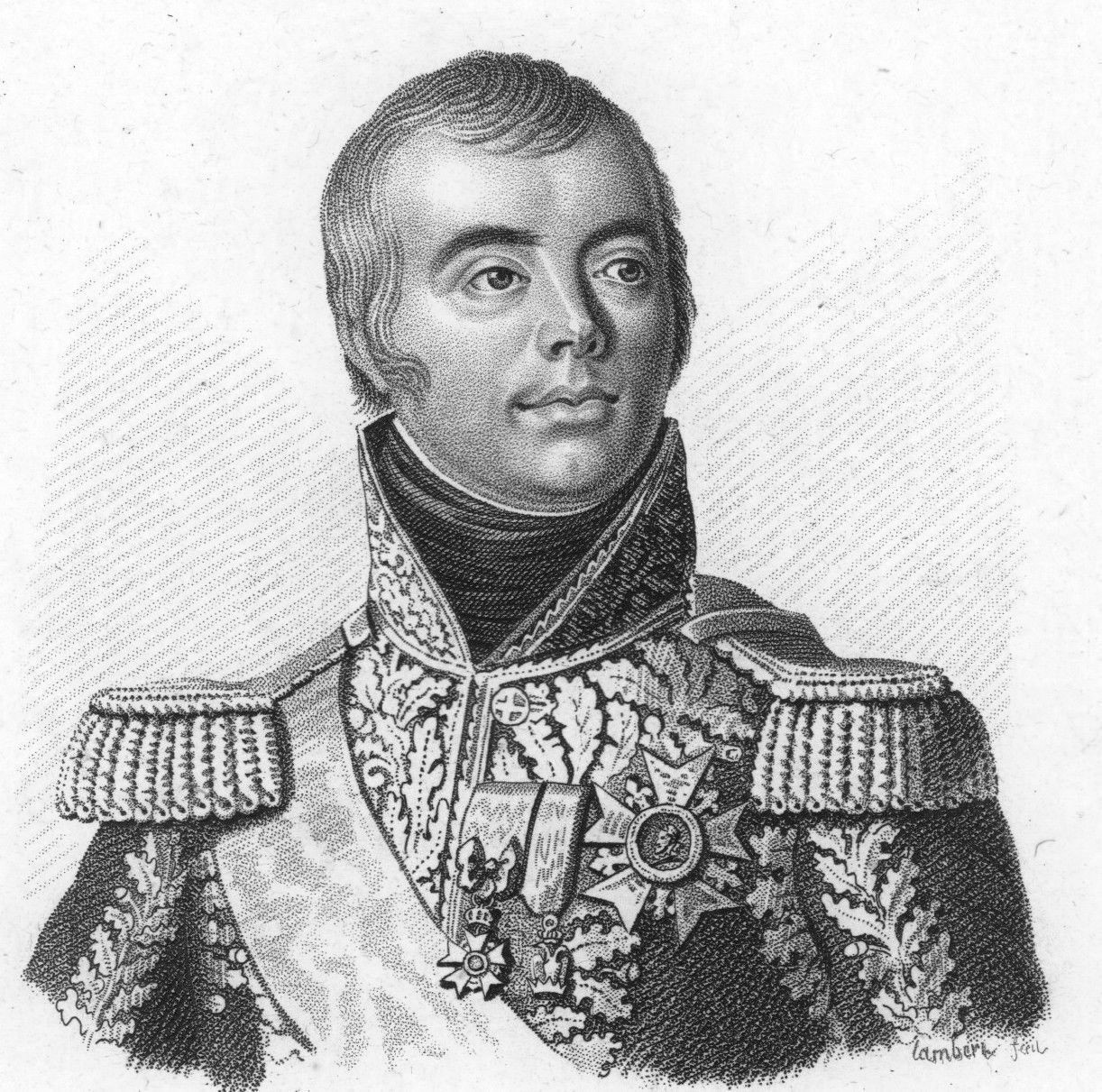
Étienne Jacques Joseph Macdonald

Étienne Jacques Joseph Macdonald, als duc de l'Empire 1e hertog van Tarente (Sedan, 17 november 1765 – Courcelles (Loiret), 25 september 1840) was een Frans generaal, in 1809 benoemd tot maarschalk van Frankrijk door keizer Napoleon.
Zijn vader Neil MacEachen (later MacDonald) was Schots. MacEachen, afkomstig van het eiland Uibhist a Deas in de Buiten-Hebriden, was een jacobitische officier die in 1746 Charles Edward Stuart (Bonnie Prince Charlie) hielp ontsnappen na zijn nederlaag in de Slag bij Culloden. Hierna nam hij dienst in de jacobitische bataljons in Frankrijk, waar hij de rest van zijn leven bleef.

## Loopbaan
De in Frankrijk geboren en opgegroeide Macdonald nam in 1784 dienst in het Ierse regiment in Frankrijk en vocht het volgende jaar aan de kant van de Patriotten in Nederland tegen de Pruisen. Na het uitbreken van de Franse Revolutie in 1789 werd Macdonald een adjudant van generaal Dumouriez. Na de Slag bij Jemappes in 1792 werd hij tot kapitein gepromoveerd, en het jaar erop steeg hij in rang tot kolonel. Zijn weigering om met Dumouriez over te lopen naar het geallieerde kamp werd beloond met een promotie tot brigadegeneraal. Hij had het bevel over een van de brigades waarmee Jean-Charles Pichegru in 1795 Nederland binnenviel, de bevroren rivieren overstak en een einde maakte aan de Republiek der Zeven Verenigde Nederlanden. Hierbij veroverde Macdonalds huzaren de Nederlandse vloot die vastgevroren lag bij Den Helder.
In 1797, inmiddels divisiegeneraal, nam hij Rome in en werd benoemd tot gouverneur van de stad. Samen met generaal Championnet versloeg hij de Oostenrijkse generaal Mack, bracht hij het Koninkrijk Napels ten val en vestigde de Parthenopeïsche Republiek. Toen de Russische generaal Soevorov in 1797 Noord-Italië binnenviel, verzamelde Macdonald de Franse troepen op het schiereiland om tegen de Russen stand te houden. Macdonald werd echter verslagen door Soevorov in de Slag bij de Trebbia op 19 juni.
In 1800 kreeg hij het bevel over het Franse leger in Zwitserland en marcheerde tijdens de winter van 1800-1801 met zijn leger over de Splügenpas. Na het einde van de Tweede Coalitieoorlog keerde hij terug naar Parijs, waar hij de weduwe van generaal Joubert trouwde. Macdonald diende hierna tot 1805 als Franse ambassadeur in Denemarken.
Macdonald viel in ongenade bij Napoleon vanwege zijn connecties met generaal Moreau, die een centrale rol had gespeeld in een samenzwering tegen Napoleon en verbannen werd naar de Verenigde Staten. Hierdoor werd Macdonald in 1805 niet benoemd tot maarschalk van Frankrijk, zoals veel van zijn collega's. Hij bleef zonder commissie tot 1809, toen Napoleon hem het bevel over een korps gaf en hem benoemde tot militair adviseur van Eugène de Beauharnais, onderkoning van het koninkrijk Italië.
Tijdens de Slag bij Wagram in 1809 speelde hij een sleutelrol door de beslissende aanval tegen de Oostenrijkers te leiden. Als dank hiervoor benoemde Napoleon hem op het slagveld alsnog tot maarschalk van Frankrijk. Ook kreeg hij, in december van dat jaar, de adellijke titel hertog van Tarente.
In 1810 diende Macdonald in Spanje en in 1812 had hij het bevel over de linkervleugel van de Grande Armée tijdens Napoleons invasie van Rusland. Macdonald nam deel aan de Slag bij Lützen en Slag bij Bautzen in 1813 en werd op 26 augustus van dat jaar verslagen door de Pruisische veldmaarschalk Blücher in de Slag bij Katzbach. Na de nederlaag in de Slag bij Leipzig dekte hij samen met de Poolse generaal Poniatowski de aftocht van de Fransen. Na het opblazen van de brug staken Macdonald en Poniatowski de Weiße Elster te paard over, waarbij Poniatowski verdronk.
Macdonald speelde een belangrijke rol bij Napoleons troonsafstand en bleef bij de Restauratie loyaal aan de nieuwe koning Lodewijk XVIII. Na Napoleons ontsnapping uit Elba en terugkeer naar Frankrijk begeleidde hij Lodewijk XVIII naar Menen. Vervolgens keerde hij terug naar Parijs, waar hij een functie aangeboden door Napoleon weigerde en dienst nam als simpele grenadier in de Nationale Garde.
Na Napoleons uiteindelijke nederlaag in de Slag bij Waterloo werd Macdonald benoemd tot pair van Frankrijk en grootkanselier van de Legioen van Eer. In 1823 trouwde hij opnieuw en kreeg een zoon. Hij stierf op 75-jarige leeftijd in zijn kasteel in Courcelles, nabij Gien, en ligt begraven op de Cimetière du Père-Lachaise in Parijs.
Louis Alexandre Berthier · Joachim Murat · Bon Adrien Jeannot de Moncey · Jean-Baptiste Jourdan · André Masséna · Pierre François Charles Augereau · Jean-Baptiste Bernadotte · Guillaume Brune · Nicolas Jean-de-Dieu Soult · Jean Lannes · Édouard Adolphe Casimir Joseph Mortier · Michel Ney · Louis Nicolas Davout · Jean-Baptiste Bessières · François Christophe Kellermann · François Joseph Lefebvre · Dominique-Catherine de Pérignon · Jean-Mathieu-Philibert Sérurier · Claude Victor-Perrin · Étienne Jacques Joseph Macdonald · Nicolas Charles Oudinot · Auguste de Marmont · Louis Gabriel Suchet · Laurent de Gouvion Saint-Cyr · Józef Poniatowski · Emmanuel de Grouchy
- Bibsys: 97041977
- Biblioteca Nacional de España: XX5189550
- Bibliothèque nationale de France: cb14568581z (data)
- Biografisch Portaal: 12380930
- Catàleg d'autoritats de noms i títols de Catalunya: 981058509795306706
- Gemeinsame Normdatei: 118780999
- International Standard Name Identifier: 0000 0001 0965 3604
- Library of Congress Control Number: no99037847
- Base Léonore: C/0/40
- Nationale bibliotheek van Australië: 36590464
- Nationale Bibliotheek van Israël: 987007451569905171
- Nationale Bibliotheek van Polen: a0000002160854
- Nederlandse Thesaurus van Auteursnamen: 126195005
- Réseau des bibliothèques de Suisse occidentale: 02-A003543876
- SNAC: w6cj97qg
- Système universitaire de documentation: 090259998
- Trove: 1309131
- Virtual International Authority File: 39620204
- WorldCat: E39PBJwX68J4mwJbkjd99xKDbd